# 大麻比古神社
34°10′15″N 134°30′09″E / 34.170972°N 134.502569°E

大麻比古神社（日语：／ Ōasahiko-jinja */?）是日本德島縣鳴門市大麻町板東字廣塚的神社，社格是名神大社、阿波國一宮、國幣中社和別表神社，祭神是大麻比古大神和猿田彥大神，別當寺是靈山寺。氏子方面，根據《日本社寺大觀》記載是900戶，《神社名鑑》和《全國神社名鑒》均稱是600戶，崇敬者有20萬人，《式內社調查報告》指是700戶，氏子地區是大麻町板東，崇敬者則遍布於鳴門市、板野郡、德島市等德島縣內地區以及香川縣一帶，為阿波國和淡路國的總產土神。文化財方面，獨逸橋是德島縣指定文化財，樟樹和奧宮的日本柳杉則是鳴門市指定文化財。
神社位於大麻山縣立自然公園內，東面是板東川，西面是おとけ川，神社地處這兩條河流的交匯點的河階，北面是大麻山，以南約一公里是靈山寺，兩公里處則是板東站。行政區劃方面，神社原屬阿波國板野郡田上鄉，後為板東郡板東村、板野郡板東村、板東町和大麻町。

## 歷史

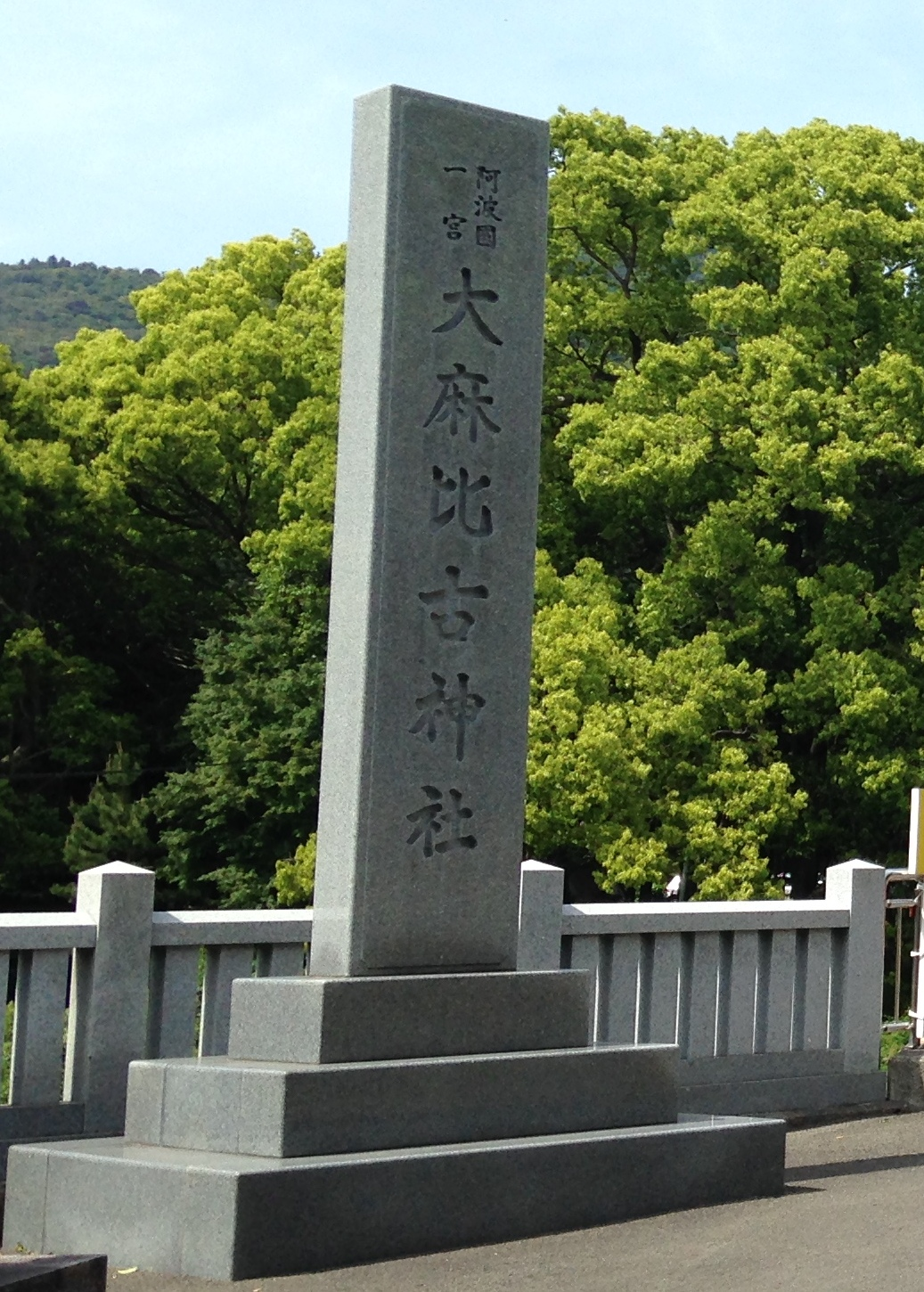
刻有阿波國一宮的社號標

神社創建時期不明。仁壽元年正月27日（851年3月3日），根據《類聚三代格》記載，神社獲敘從五位下神階，其後在天安3年正月27日（859年3月5日），根據《日本三代實錄》記載升至從五位上，貞觀9年4月23日（867年5月30日）升至正五位上，元慶2年4月14日（878年5月19日）升至從四位，元慶7年11月1日（883年12月4日）再升至從四位上。在《延喜式神名帳》中，神社是阿波國兩座名神大社之一。一宮方面，神社在南北朝時代由於鄰近細川氏的守護所，加上一宮神社為細川氏的敵對勢力，因此大麻比古神社取代其成為阿波國一宮，關於其為一宮的最早描述見於《諸國一宮記》，《大日本國一宮記》也視神社為一宮。除了大麻比古神社和一宮神社外，上一宮大粟神社和八倉比賣神社也被認為是阿波國一宮。
承曆4年6月10日（1080年6月29日），根據《朝野群載》「神祇官奏」記載，由於眾神過穢作祟造成白河天皇抱恙，神社被處以中祓。永萬元年（1165年）6月根據收錄於《永萬文書》內的《神祇官年貢進納諸社注文寫》記載，神社負責繳納炭50籠和柴50束。室町時代末期，神社受到三好氏保護，根據收錄於《徵古雜抄》內的《阿州三好記並寺立屋敷割次第》記載，神社獲授予宮地1町7反（約16859.5平方）以及山，神社在當時建有舞堂、拜殿、御供堂、由三好氏寄進的石燈籠100座和金燈籠50座。進入江戶時代後，神社在寬永元年（1624年）成為德島藩的御建立所。元祿10年4月22日（1697年6月10日），松浦重信派橘三喜前來參拜，並且奉納中臣祓。享保4年（1719年），神社的神階升至正一位。享保14年（1729年），根據《阿淡年表秘錄》記載，神社獲藩主蜂須賀宗員前來參拜，其後也有藩主前來參拜或派人參拜。元文元年（1736年），根據收錄於《續徵古雜抄》內的《大麻彥神社傳來書上帳》記載，神社獲賜社領25石，其中15石的物成屬板東和永井兩名神主，剩餘10石則是別當靈山寺和本願實相院。
1873年6月13日，神社獲列為國幣中社。1880年，神社以國費興建本殿等建築。1948年9月30日，神社本廳制定「幹部和職員去留相關規定」（役職員進退に関する規程，《規程第15號》），神社列於其中第五條提到的「記載於別表的神社」（別表に掲げる神社）之內，即別表神社。1970年，神社獲氏子和崇敬者寄進祝詞殿、內拜殿和外拜殿。2022年8月31日，本殿屋頂修復工程完工，拜殿的屋頂修復工程則在同年10月完工。

## 祭神
神社的祭神是大麻比古大神和猿田彥大神，此說法見於《德島縣神社誌》。在這之前，神社祭神分為兩種說法，分別是猿田彥和忌部祖神說法。猿田彥說法可以追溯至《大日本國一宮記》，文化12年（1815年）的《阿波國式社略考》也持同一說法，屬於卜部系的見解。相對地，神社主張與忌部氏有關，神主永井若狹在享保14年和寶曆4年（1754年）上書至郡代奉行，暗中否定猿田彥說法，主張祭神是天日鷲命，《神名帳考證》也繼承此說，主張祭神是同為忌部系神明的天富命，平田篤胤也否定猿田彥說法，並且基於《古語拾遺》的記載，推測天日鷲命為祭神。阿波的國學家野口年長則以安房國下立松原神社的《忌部氏系圖》推測大麻比古神是天日鷲命之子津咋見命，《特選神名牒》雖然認為仍有疑慮，但是依然支持野口的說法。其後，全國神職會評議員山口定實指天日鷲命是忌部神社的祭神，大麻比古神社則供奉太玉命，稱其為大麻比古神。
板東悊夫和松本隆義認為猿田彥和太玉命分別是天津神和國津神，從系譜上來說沒有關連，因此主張猿田彥說法是基於忌部氏沒落後，在穿鑿附會室町時代流行的庚申信仰祭神猿田彥後形成，加上猿田彥本身為交通之神，能夠繼承津咋見神的功能，因此才會出現《大日本一宮記》主張祭神是猿田彥的說法。此外，除了大麻比古神社外，尚有兩座式內社的名稱中有「大麻」二字，分別是香川縣善通寺市的大麻神社以及島根縣的大麻山神社，前者祭神同為太玉命，後者根據《出雲國風土記》記載，相傳是分靈自大麻比古神社，祭神是天日鷲命或猿田彥神。

## 境內
- 本殿
- 拜殿
- 大鳥居

根據《日本社寺大觀》記戴，神社境內面積達23448坪（約77514.05平方），《神社名鑑》和《全國神社名鑒》則稱是28713坪（約94919.01平方），《式內社調查報告》則指在大麻山上有範圍達50町（約0.5平方公里）的天然林，由松樹和日本柳杉等樹木組成，山腳的參道和神社所在地則是8町（約0.08平方公里）。本殿是正面和側面各兩間的流造建築，建於1881年，《神社名鑑》指佔地19坪（約62.81平方），《全國神社名鹽》則稱是10坪（約33.06平方）。拜殿是正面七間，側面四間，分為內拜殿和外拜殿，內拜殿佔地25坪（約82.64平方），外拜殿佔地26坪（約85.95平方）。祝詞殿是正面和側面各三間，佔地11坪（約36.36平方），拜殿和祝詞殿均是建於1970年。大鳥居位於參道入口，原本建於1958年的鋼筋混凝土鋼結構鳥居由於老化，因此在2002年以結構用鋼管建造新鳥居代替，高14.6米，柱之間寬11米，大小與舊鳥居相同。
- 峯神社（奧宮）
- 西宮社
- 豐受社
- 山神社
- 中宮社
- 天神社
- 野神社

攝末社有長井長床神社（祭神是伊弉諾命和伊弉冊命）、宇志比古宇志比売神社、舞姬神社（祭神是天鈿女命）、峯神社（奧宮，祭神是津咋見神）、西宮社（祭神是天照大神）、水神社（祭神是水波女神）、豐受社（祭神是豐受大神）、山神社（祭神是大山祇神）、中宮社（祭神是豐受大神）、丸山稻荷社、丸山神社（祭神是丸山神）、八坂神社、八幡神社、天神社和野神社。
- 參集殿
- 手水舍
- 社務所
- 古神札納所
- 奧宮逢拜所
- 樟樹
- 眼鏡橋
- 參道

境內建有參集殿、手水舍、神馬舍、社務所、古神札納所、授與所、神庫、奧宮逢拜所以及由板東俘虜收容所的德意志帝國戰俘興建的獨逸橋和眼鏡橋等建築。境內也有一棵高達22米的樟樹，奧宮峯神社的參道則有一棵高約27米的日本柳杉，兩棵樹分別在1995年6月12日和2020年7月15日獲指定為鳴門市指定文化財。此外，神社以南約818米的參道兩旁曾經有443棵黑松、4棵赤松以及58棵樹（櫻花、樟樹和麻櫟），總共505棵，最高的一棵樹達14間（約25.45），1962年5月11日獲指定為德島縣指定文化財，不過在昭和50年代開始遭到松材線蟲感染，最終在1990年代全數枯毀，取而代之是由樟樹形成的林蔭大道。2004年至2005年，神社獲氏子和崇敬者在參道兩旁寄進石燈籠。

## 祭事
| 月並祭（每月1日） | |     |                           |      |                                    |
| 1月               | 歲旦祭（1月1日） 氏子崇敬者隆昌和交通安全祈願祭（1月2日） 元始祭（1月3日）                          | 5月 | 端午節（5月5日）          | 9月  | —                                  |
| 2月               | 紀元祭（2月11日） 祈年祭（2月17日） 天長祭（2月23日） 神迎祭（陰曆新年初一至初三） 神火大祭（節分） | 6月 | 大祓（6月30日）           | 10月 | —                                  |
| 3月               | 雛祭（3月3日）                                                                                      | 7月 | —                         | 11月 | 例祭（11月1日） 新嘗祭（11月23日） |
| 4月               | 大御神樂祭（湯立神樂，舊曆3月12日）                                                                 | 8月 | 奧宮峯神社例祭（8月18日） | 12月 | 大祓（12月31日）                   |

神迎祭是從大麻山迎接年神的祭事，在本殿舉行，由巫女獻上宇豆女舞，旨在祈求家內安全和五穀豐收。神火大祭前一天為止在社務所前方設置直徑約兩米的土竈，並且預先堆好柴。神火大祭當天的下午一點半，在本殿神事結束後，由禰宜手持淨火之桶，宮司等祭員、巫女和伶人則隨後進入神火齋場。在齋場除祓後，禰宜以淨火燒柴，宮司負責奏上大祓詞，巫女負責在竈前獻上宇豆女舞和久米舞，期間祭員則奏上大祓時，並且將祈禱木扔進竈內。在奏上三卷大祓詞後，宮司在土竈前替祓具進行除祓神事，祭員也會將放有神符的折敷舉高至淨火之上後祈禱，崇敬者則將寫有自己名字和年齡，總數約一萬的祈禱木燒掉。
大御神樂祭是祈求氏子和崇敬者身體健康以及五穀豐收的春祭。在舉行太太神樂後，於下午舉行湯立神樂。首先，在社務所前方設置齋場，以注連繩圍起，並且豎立五色幣，然後準備好神饌七份以及載有湯釜的竈。竈呈正三角形，邊長60厘米，在每一角均打進高65厘米的木樁，並且以泥土鞏固，內側則堆滿柴。其後，宮司等祭員、巫女和伶人進入齋場，並且在修祓後，宮司等人以及列席的氏子和崇敬者會以切麻來自行除祓。隨後，祭員以燧石取出淨火來燒柴，當火勢開始變得猛烈後，宮司等祭員、氏子和崇敬者會合唱大祓詞。然後，在湯釜的水沸騰後，禰宜會把火滅掉，並且取出熱水奉獻於本殿，宮司則獻上祝詞。最後，巫女會將竹葉浸泡於熱水，並且搖鈴來進行湯立神事，然後以竹葉將熱水撒向眾人，列席的崇敬者則爭相以這些熱水來洗滌自己，從而祈求身體健康。
例祭又稱大麻祭、大麻秋祭，為神社最重要的祭事。上午十點半開始舉行例祭後，當年青年會在社殿前方奉納獅子舞。下午兩點舉行神幸祭，負責奉仕於神幸祭的當家、穿裃和袴的神器所役以及穿上白丁，頭載烏帽子的抬神輿者陸續聚集。在本殿舉行發輿祭後，宮司將靈代遷移至神輿，由扮演猿田彥者帶頭，神器所役隨後，氏子青年會的會員則負責神輿以及三座屋台。當神輿抵達參道入口處的御旅所後，舉行御旅所祭，稚兒會敲響太鼓，獅子舞也會隨之舉行。

## 註解
1. ↑  由於仁壽是在4月28日改元，因此正月27日實際上為嘉祥4年[15]。

## 外部連結
- . 大麻比古神社.   [2023-05-12]. （原始内容存档于2023-06-10） （日语）.
- . 德島縣神社廳.   [2023-05-12]. （原始内容存档于2023-05-12） （日语）.
- . 德島縣觀光協會.   [2023-05-12]. （原始内容存档于2023-06-05） （日语）.
- . 全國一之宮巡拜會.   [2023-05-12]. （原始内容存档于2023-05-12） （日语）.